# Zsófia Polgár
Zsófia Polgár (auch Sofia Polgár) [ˈʒoːfiɒ ˈpolɡaːr] (* 2. November 1974 in Budapest) ist eine ungarische Schachspielerin.

## Leben
Ihr bestes Turnierergebnis erzielte sie 1989 im Alter von 14 Jahren bei einem Turnier in Rom, das sie mit 8,5 Punkten aus 9 Partien vor mehreren Großmeistern gewann.

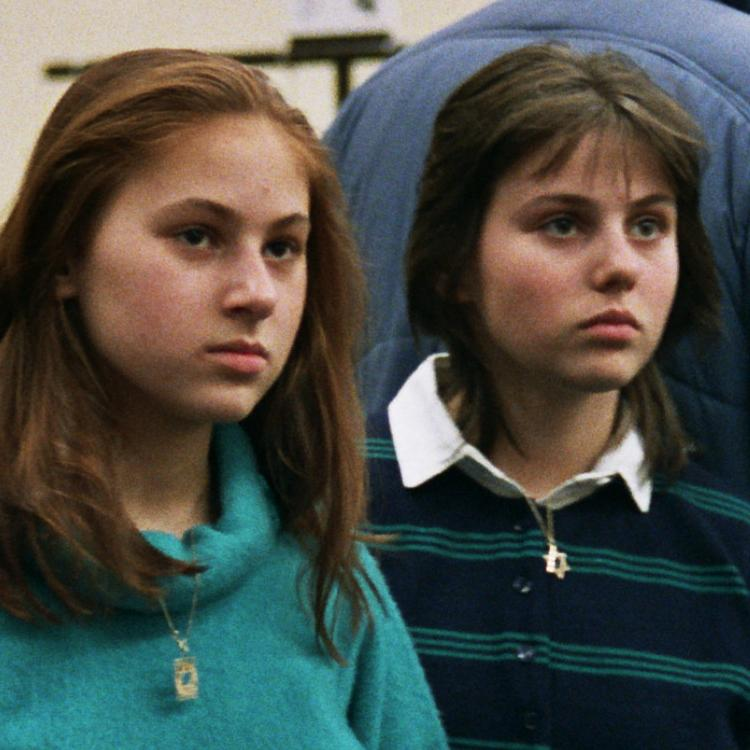
Judit Polgár und Zsófia Polgár bei der Schacholympiade 1988

1986 wurde sie in San Juan hinter Joël Lautier Zweite der Jugendweltmeisterschaft U14 und gewann die Mädchenwertung, bei der Juniorenweltmeisterschaft 1994 in Matinhos belegte sie hinter Helgi Áss Grétarsson ebenfalls den zweiten Platz.
1990 erhielt sie von der FIDE den Titel Internationaler Meister (IM). 1988 bekam sie bereits den Titel Internationale Meisterin der Frauen (WIM), seit 1989 trägt sie auch den Titel Großmeister der Frauen (WGM).
Am 7. Februar 1999 heiratete sie den israelischen Schachgroßmeister Yona Kosashvili und folgte ihm nach Israel. Das Paar hat zwei Söhne.
Zsófia Polgár hat seit der israelischen Mannschaftsmeisterschaft 2010 keine gewertete Partie mehr gespielt und wird daher als inaktiv geführt.
| Die zur Anzeige dieser Grafik verwendete Erweiterung wurde dauerhaft deaktiviert. Wir arbeiten aktuell daran, diese und weitere betroffene Grafiken auf ein neues Format umzustellen. (Mehr dazu) |

## Partiebeispiel
|   | a | b | c | d | e | f | g | h |   |
| 8 |   |   |   |   |   |   |   |   | 8 |
| 7 |   |   |   |   |   |   |   |   | 7 |
| 6 |   |   |   |   |   |   |   |   | 6 |
| 5 |   |   |   |   |   |   |   |   | 5 |
| 4 |   |   |   |   |   |   |   |   | 4 |
| 3 |   |   |   |   |   |   |   |   | 3 |
| 2 |   |   |   |   |   |   |   |   | 2 |
| 1 |   |   |   |   |   |   |   |   | 1 |
|   | a | b | c | d | e | f | g | h |   |

In der folgenden Partie besiegte Zsófia Polgár mit den weißen Steinen beim Open in Rom 1989 den sowjetischen Weltklassespieler Alexander Csernyin.
Zsófia Polgár – Alexander Csernyin 1:0
Rom, Februar 1989
Sizilianische Verteidigung (Taimanow-Variante), B47
1. e4 c5 2. Sf3 e6 3. d4 cxd4 4. Sxd4 Sc6 5. Sc3 Dc7 6. Le2 Sf6 7. 0–0 Le7 8. Le3 0–0 9. f4 d6 10. Kh1 a6 11. De1 Sa5 12. Dg3 Sc4 13. Lc1 b5 14. a3 Db6 15. Td1 Lb7 16. b3 Sa5 17. Lf3 Tac8 18. Lb2 Tfd8 19. Sd5 Sxd5 20. Sxe6 g6 21. Sxd8 Dxd8 22. exd5 Txc2 23. Tab1 Lh4 24. Dh3 Lc8 25. Lg4 Lxg4 26. Dxg4 Sxb3 27. g3 Le7 28. f5 a5 29. fxg6 hxg6 30. Dh3 Txb2 31. Txb2 a4 32. Tf2 Sc5 33. Tdf1 f5 34. g4 Se4 35. Tg2 1:0

## Nationalmannschaft
Zsófia Polgár nahm mit der ungarischen Frauenmannschaft an den Schacholympiaden 1988, 1990, 1994 und 1996 teil. Mit der Mannschaft gewann sie 1988 und 1990 und erreichte 1994 den zweiten Platz, in der Einzelwertung erreichte sie 1990 am dritten und 1994 am zweiten Brett jeweils das beste Einzelergebnis (1994 gelang ihr außerdem die beste Eloleistung aller Teilnehmerinnen) sowie 1996 das drittbeste Einzelergebnis am ersten Brett.

## Vereine
Zsófia Polgár spielte früher für den MTK Budapest FC, mit dem sie 1990 am European Club Cup teilnahm. In der Saison 2008/09 hatte sie einen Einsatz beim ungarischen Mannschaftsmeister Aquaprofit NTSK. In der niederländischen Meesterklasse spielte sie bis 2003 für die Hilversums Schaakgenootschap.

## Privates
Polgár hat zwei Schwestern, Zsuzsa Polgár und die als weltbeste Schachspielerin geltende Judit Polgár. Ihr Vater, László Polgár, ist ein bekannter ungarischer Pädagoge und der Schachtrainer der drei Schwestern.